# Enric Crous-Vidal
Enric Crous-Vidal (* 1908 in Lleida; † 1987 in Noyon) war ein spanischer Grafiker, Typograph und Schriftsteller.
1939 ging er wegen des spanischen Bürgerkriegs nach Frankreich ins Exil. Zunächst arbeitete er für Draeger Frères. 1954 wurde Crous-Vidal zum künstlerischen Direktor der französischen Schriftgießerei Fonderie Typographique Française ernannt, für die er mehrere Schrifttypen zeichnete, darunter vor allem Flash (1953), Paris (1953) und Île de France (1960). Enric Crous-Vidal gründete die Bewegung Graphie latine, mit der er eine Annäherung an den internationalen Typgrafenstil vorschlug und die er für der „lateinischen Kultur“ angepasster hielt; er berief sich dabei auf die Ideen von Raymond Savignac.

## Werke
- Richesse de la Graphie Latine. Les Cahiers d’Estienne s.n., Collège technique Estienne, no 17, 1951
- Grâce et Harmonie du Graphisme Latin & Autres Remarques. Paris, 1954
- Doctrine & Action. Pour la renaissance du graphisme latin. Paris, Damien, 1954
- Pour la renaissance du graphisme latin. Suite doctrinale du mouvement graphique. Paris, 1956
- Enric Crous: memòries. Editorial Mediterrània, 2007